# فرودگاه اولنیوک
فرودگاه اولنیوک (به انگلیسی: Olenyok Airport) یک فرودگاه همگانی است . این فرودگاه در کشور روسیه قرار دارد و در ارتفاع ۲۵۸ متری از سطح دریا واقع شده است.